# Guadalix de la Sierra
Guadalix de la Sierra é um município da Espanha na província e comunidade autónoma de Madrid, de área 61 km² com população de 5347 habitantes (2007) e densidade populacional de 74,59 hab/km².

## Demografia
| Variação demográfica do município entre 1991 e 2004 | Variação demográfica do município entre 1991 e 2004 | Variação demográfica do município entre 1991 e 2004 | Variação demográfica do município entre 1991 e 2004 |
| --------------------------------------------------- | --------------------------------------------------- | --------------------------------------------------- | --------------------------------------------------- |
| 1991                                                | 1996                                                | 2001                                                | 2004                                                |
| 1725                                                | 2481                                                | 3533                                                | 4540                                                |